# Abe in Focide
Abe in Focide (in greco antico: Άβαι?, Abae) è il nome di un'antica città greca della Focide. Il suo gentilizio è abei. Si trovava vicino al punto in cui la Focide confina con la Beozia e con la Locride Opunzia, molto vicino a Iampoli.
Era sede di un santuario oracolare di Apollo, citato da Erodoto tra quelli consultati dal re Creso. Le sue rovine, resti di fortificazioni e di un tempio, si trovano presso Exarco.

## Origini
Pausania cita la tradizione secondo cui gli abitanti della città dicevano che i suoi primi abitanti provenivano da Argo e che la città si era fatta chiamare così per il suo fondatore, Abante. Tuttavia, Aristotele aveva descritto gli abitanti di Abe come traci e inoltre sosteneva che fossero stati proprio alcuni abitanti di questa città della Focide ad aver colonizzato l'isola di Eubea dando ai suoi abitanti il nome di "abanti", termine che Omero utilizzò per riferirsi agli abitanti di Eubea nel catalogo delle navi.

## Oracolo di Abe
Ad Abe si trovava un famoso oracolo di Apollo con molti tesori ed ex voto.
Durante le guerre persiane fu uno dei luoghi distrutti dalle truppe persiane di Serse I, le quali arrivarono anche ad incendiarne il tempio, nel 480 a.C. Anche durante la terza guerra sacra i beoti incendiarono il santuario, causando anche la morte dei supplici che lì si erano rifugiati. Al contrario, i romani venerarono l'oracolo di Apollo e per questo concedettero ad Abe l'indipendenza, ed inoltre l'imperatore Adriano ordinò di costruire un altro tempio più piccolo per Apollo, contenente immagini dello stesso Apollo, di Latona e di Artemide. Ai tempi di Pausania in città c'erano anche un teatro ed un'agorà, entrambi molto antichi.

## Archeologia
Nel sito archeologico di Kalapodi, in cui si sta scavando dal 2004, sono stati trovati resti di un santuario che si ritiene essere quello di Apollo ad Abe. Secondo l'istituto archeologico germanico, questo santuario era utilizzato già in epoca micenea.